# Eftychia Karagianni
Eftychia Karagianni (griechisch Ευτυχία Καραγιάννη; * 10. Oktober 1973 in Piräus) ist eine ehemalige griechische Wasserballspielerin.

## Karriere
Karagianni gewann mit der griechischen Olympiamannschaft bei den Olympischen Sommerspielen 2004 in Athen die Silbermedaille. Im Folgejahr wurde sie mit der Griechischen Nationalmannschaft Meister in der Weltliga beim Turnier in Kirischi.